# Кловер, Фрэнк
Фрэнк М. Кловер (англ. Frank "Mike" M. (Metlar) Clover; 5 мая 1940, Денвер — 13 июля 2019, Мадисон) — американский историк, один из пионеров разработки направления Поздней античности. Доктор философии (1966), профессор Висконсинского университета в Мадисоне, где преподавал более трети века. Главный труд — Flavius Merobaudes: A Translation and Historical Commentary (1971) {Рец., }.
Окончил Висконсинский университет в Мадисоне (бакалавр B.A., 1962). В Чикагском университете получил степени магистра M.A. (1964) и докторскую по классике (науч. рук-ль — Stewart Oost). С того же 1966 года числился на кафедре истории Висконсинского университета в Мадисоне (коллега Charles Farwell Edson Jr.), с 1968 года — на кафедре классики, до своей отставки в 2000 году. С 1971 года ассоциированный, с 1978 года фул-профессор. В 1984–1985 годах президент Byzantine Studies Conference.
Под его началом подготовил докторскую Ральф Матисен.
В 1965 года женился, отец двоих сыновей (1968 и 1972 гг. р.). Овдовел в 1992. Умер после весьма непродолжительной болезни.
Автор The Late Roman West and the Vandals (1993). Публиковался в The Classical Review.